# Естре Вамен
Естре Вамен (фр. Estrée-Wamin) насеље је и општина у североисточној Француској у региону Север-Па д Кале, у департману Па де Кале која припада префектури Арас.
По подацима из 2011. године у општини је живело 172 становника, а густина насељености је износила 33,08 становника/km². Општина се простире на површини од 5,2 km². Налази се на средњој надморској висини од 92 метара (максималној 147 m, а минималној 82 m).

## Демографија
| 1962. | 1968. | 1975. | 1982. | 1990. | 1999. | 2011. |
| ----- | ----- | ----- | ----- | ----- | ----- | ----- |
| 234   | 235   | 206   | 183   | 168   | 184   | 172   |

График промене броја становника у току последњих година